# Bataille d'Antoukyah
Guerre Adal-Éthiopie
Batailles
La bataille d'Antoukyah se déroule en 1531 entre les forces du Sultanat d'Adal dirigées par l'Imam Ahmed Ibn Ibrahim Al-Ghazi et celles de l'Empire éthiopien sous le commandement d'Eslamu. Huntingford a localisé Antukyah à environ 89 kilomètres au sud du lac Haïk, au bord des hauts plateaux éthiopiens, dans le district moderne d'Antsokiya et Gemza .
Malgré les soins qu'a apporté Eslamu dans le déploiement de ses hommes, et le nombre d'entre eux, l'armée éthiopienne a paniqué et a fui lorsque les canons de l'Imam ont abattu des milliers d'entre eux . La rencontre se termine par la victoire des forces d'Ahmed Ibn Ibrahim Al-Ghazi. Le Futuh al-Habasha a comparé le nombre de morts et de blessés à la précédente bataille de Shembra Couré .